# Списак Либанаца

## Историјске личности

### Либански политичари
- Мишел Аун - војни генерал и биши премијер Либана
- Камил Шамун - либански председник (1952-8), оснивач партије Народна Либерална Странка
- Дани Шамун - један од лидера партије Народна Либерална Странка
- Фуад Шехаб - либански председник (1958-64), војни генерал
- Емил Едде - либански председник (1936-41,1943), оснивач Народног Блока
- Рајмонд Едде - државник
- Сулејман Франџија - либански председник (1970-6)
- Самир Џаџа - вођа парамилиције
- Амин Џемајел - либански председник (1982-8)
- Башир Џемајел - либански председник (1982), оснивач војних снага Либана
- Пјер Џемајел - оснивач Катаеб Странке
- Саад Хаддад - вођа парамилиције
- Рафик Харири - премијер, бизнисмен
- Шарл Хелу - либански председник (1964-70)
- Ели Хобејка - политичар
- Селим ал-Хусс - премијер
- Иљас Храуи - либански председник (1989—1998)
- Хусајн Хусајни - председавајући парламента (1984—1992) званично објавио крај грађанског рата
- Камал Џумблат - оснивач Прогресивне Партије Либана
- Валид Џумблат - један од вођа Прогресивне Партије Либана
- Омар Карами - премијер
- Рашид Карами - премијер
- Бишара ал-Хури - либански председник (1943-52)
- Емил Лахуд - либански председник (1998-)
- René Moawad - либански председник (1989)
- Најла Моавад - државник (1991-)
- Саеб Салам - премијер
- Етјен Сакр - оснивач партије Чувари Кедра
- Иљас Саркис - либански председник (1976-82)

### Страни политичари либанског порекла
- Спенсер Ејбрахам - САД сенатор из Мичигена (1995—2001), министар енергије (2001—2005)
- Ентони Александер Алам - политички вођа, члан Аустралијске Радничке Партије
- Џон Балдаки - САД члан Представничког дома Конгреса САД из Мејна (1995—2003), гувернер Мејна (2003- )
- Мари Башир - гувернер Новог Јужног Велса у Аустралији (2001-)
- Стив Брекс - премијер области Викторија, Аустралија (1999-)
- Абдала Букарам - председник Еквадора (1996—1997)
- Асид Корбан - бивши премијер Новог Зеланда
- Наџиб Халаби, САД званичник, као и отац јорданске краљице Нур
- Боб Катер - аустралијски десничар
- Реј Лахуд - САД члан Представничког дома Конгреса САД из Илиноиса (1995- ), унук либанских имиграната
- Џорџ Џ. Мичел - бивши САД сенатор из Мејна (1980—1995) и активиста за мир, син либанске мајке
- Хамил Мауад - председник Еквадора (1998—2000)
- Пауло Малуф - градоначелник Сао Паола
- Џенин Пиро - државни тужилац, државе Њујорк, САД
- Едвард Сејга - премијер Јамајке (1980—1989)
- Дона Шалала - САД секретар министарства здравља (1993—2001)
- Џон Е. Санану- САД сенатор из Њу Хемпшира (2003- )
- Џон Х. Санану - Шеф особља Беле Куће (1989—1991)
- Хулио Сезар Турбај Ајала - председник Колумбије (1978—1982)

### Активисти
- Бахија Харири - политичар и амбасадор добре воље
- Кенди Лајтнер - оснивач покрета Мајке против Пијаних возача (цивилни покрет у САД)
- Шарл Малик - (1906 — 1987) - дипломата, филозоф, и коаутор Универзалне декларације о људским правима
- Ралф Нејдер - кандидат за председника САД, бизнисмен
- Џејмс Зогби - оснивач Арапско-америчког института у САД-у

### Војска
- Џон Абизајд - САД војни генерал
- Џејмс Џабара - први амерички пилот млазног авиона
- Џорџ Џулван - САД војни генерал

## Уметност

### Филм, телевизија и радио
- Јамила Дијаз, модел (отац Либанац)
- Шенон Елизабет, глумица (отац либанско-сиријског порекла)
- Џејми Фар, глумац
- Кристин Хаџи, глумица (отац либанског порекла, мајка чешког порекла)
- Салма Хајек, мексичко-америчка глумица (отац Либанац)
- Јазмин Блит, глумица, модел
- Џон Долмајан, бубњар групе
- Мија Халифа, порнографска глумица
- Кејси Касем, радио личност
- Скандар Кејнис, глумац (мајка Либанка)
- Арсине Ханџијан, глумица
- Теренс Малик, филмски режисер
- Кети Наџими, глумица
- Харолд Рамис, глумац
- Том Шедјак, режисер
- Тони Шалуб, глумац
- Дени Томас, глумац
- Марло Томас, глумац
- Ејми Јазбек, глумица
- Омар Шариф, глумац

### Музичари
- Elissa, поп певачица
- Ненси Аџрам, певачица
- Assi Rahbani, композитор
- Mansour Rahbani, композитор
- Elias Rahbani, композитор
- Fairouz, певач
- Zaki Nassef, певач
- Wadih Safi, певач
- Пол Енка, певач
- Al Bowlly, певач (мајка Либанка)
- Dick Dale, гитариста (отац Либанац)
- Sammy Haggar, бивши певач групе Van Halen
- Herbert Khaury (Tiny Tim), певач
- K-Maro, певач
- Sabaah, певачица
- Gabriel Yared, composer
- Setrak Setrakian композитор и пијаниста
- Ziad Rahbani, композитор
- Шакира, колумбијска певачица (отац Либанац)
- Френк Запа, амерички поп музичар
- Масари, поп певач

### Писци и новинари
- Rabih Alameddine - сликар, романописац
- Вилијам Питер Блати - писац, Истеривач Духова
- Andree Chedid - песник
- Neal Conan - радио новинар
- Халил Гибран - песник, Проповедач
- Самир Касир - убијени новинар
- Амин Малуф - писац
- Ен-Мари Макдоналд - писац, (мајка Либанка)
- David Malouf - писац
- Хелен Томас - новинар
- Гебран Туени - убијени новинар
- Гасан Туени - отац убијеног новинара Туениа, такође новинар
- Nadia Tueni - песник

### Уметници
- Joseph Abboud - модни креатор
- Reem Acra - модни креатор
- Sam Maloof - дрворезац
- Ели Саб - модни креатор

## Наука, Економија, Бизнис

### Научници
- Michael Atiyah - математика, (отац Либанац)
- Elias J. Corey - хемичар, Нобелова награда за хемију (1990)
- Charles Elachi - директор НАСА лабораторије
- Peter Medawar - имунолог, Нобелова награда за медицину (1960) (отац Либанац)

### Бизнисмени
- Assid Corban - винар, оснивач винарије Корбанс
- Carlos Ghosn - председник Нисана and Реноа
- Sam Hammam - owner of Cardiff City F.C.
- Nicolas Hayek - оснивач Swatchа
- Rafik Hariri - бивши премијер, бизнисмен
- Carlos Slim Helu - најбогатији човек латинске Америке
- Mario Kassar - ко-оснивач Carolco Pictures
- Jacques Nasser - бивши председник Форда
- Paul Orfalea - оснивач Kinko's
- Edmond Safra - оснивач Њујорк банке
- Dave Thomas - оснивач Вендија (усвојен од брачног пара Либанаца)

### Остало
- Криста Маколиф - професорка у средњој школи, погинула током мисије спејс-шатла Чаленџер
- Рони Сајкли, НБА играч